# نخستین جنگ استقلال اسکاتلند
نخستین جنگ استقلال اسکاتلند (انگلیسی: First War of Scottish Independence) اصلی‌ترین دوره از دوره‌های جنگ بین نیروهای انگلیسی و اسکاتلندی بود که از حمله انگلستان در سال ۱۲۹۶ شروع شد و با پیمان ادینبورگ-نورث‌همپتون در سال ۱۳۲۸ و استقلال اسکاتلند به پایان رسید. در سال ۱۳۱۴ در نبرد بنوک‌بورن به اسکاتلند استقلال دوفاکتو اعطا شد، انگلستان تلاش کرد که اسکاتلند را تحت کنترل خود داشته باشد ولی مردم اسکاتلند برای بیرون راندن نیروهای انگلیسی از سرزمینشان جنگیدند.
واژه جنگ استقلال در آن زمان وجود نداشت. این واژه پس از جنگ استقلال آمریکا، و پس از گذشت چندین قرن به وجود آمد و همگانی شد.

## پیشینه
در زمان حکومت الکساندر سوم پادشاه اسکاتلند این سرزمین شاهد یک دوره از صلح و ثبات اقتصادی بود. در ۱۹ مارس ۱۲۸۶ الکساندر وقتی از اسب افتاد درگذشت. بزرگان اسکاتلند، نوه ۴ ساله او به نام «مارگارت» -که امروز از او با عنوان «بانوی نروژ» یاد می‌شود را به عنوان ملکه اسکاتلند اعلام کردند و قرار شد تا رسیدن او به سن قانونی مشاورین پدربزرگ فقیدش اداره مملکت را به عهده گیرند. مارگارت در سال ۱۲۹۰ در حالی که ۸ ساله بود طی سفری از نروژ به سوی اسکاتلند بیمار شد و جان داد. لردهای اسکاتلند برای جلوگیری از ایجاد بی نظمی و آشفتگی تصمیم به ایجاد حکومتی مستقل برای اسکاتلند گرفتند و بدین ترتیب تنش در میان خانواده‌هایی که مدعی تاج پادشاهی بودند شروع شد.
در این میان بزرگان اسکاتلند از پادشاه ادوارد در انگلستان درخواست مداخله کردند ولی بجای مداخله انگلستان با اعزام سپاهیانش به مرزهای اسکاتلند قصد تصرف این کشور را کرد.

## قیام آندرو موری و ویلیام والاس

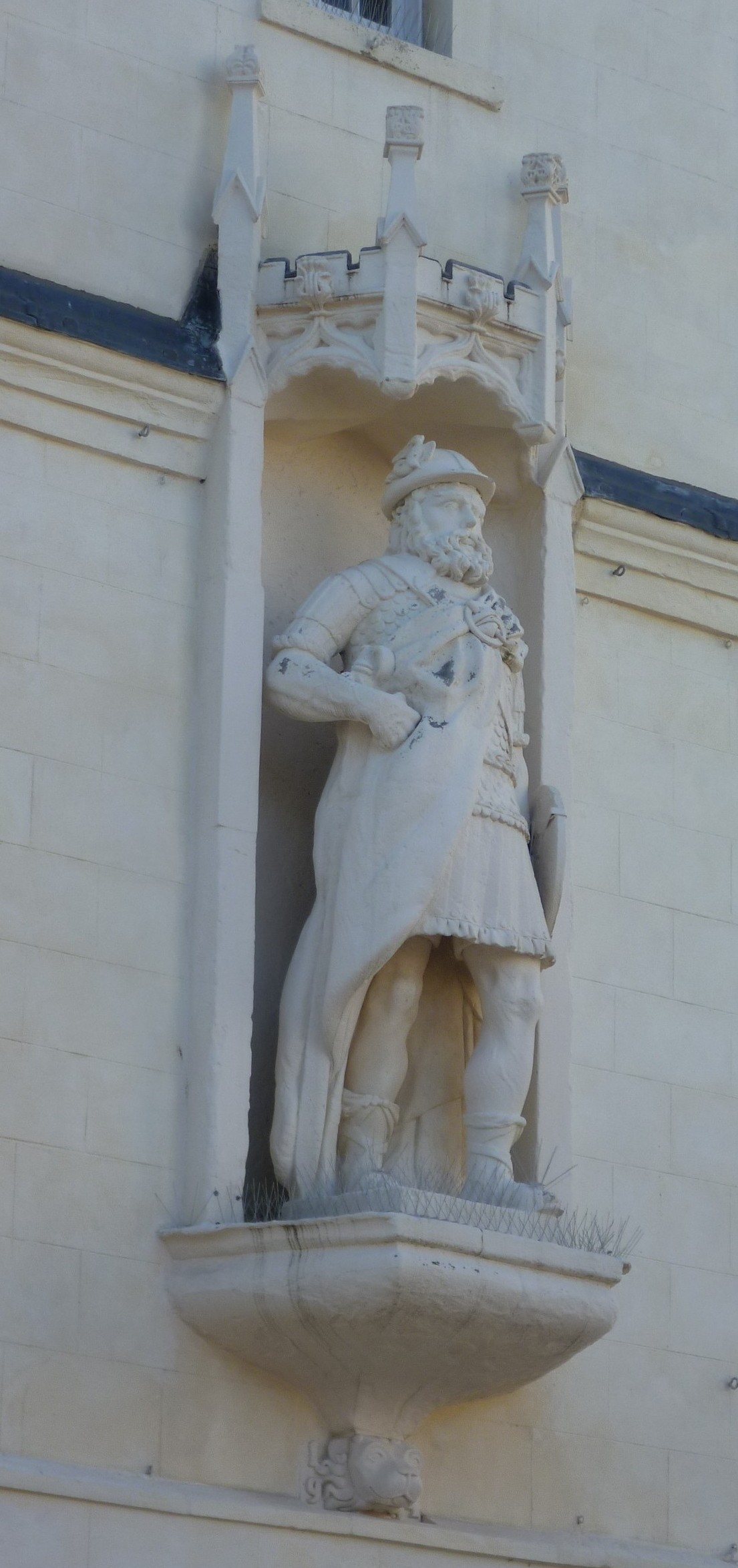
مجسمه والاس، لانارک

پس از حاکمیت انگلستان بر اسکاتلند در سراسر این کشور، نارضایتی گسترده و بی نظمی حاکم شد. مردم علیه مقامات انگلیسی شورش می‌کردند. در سال ۱۲۹۷، شورش در اسکاتلند فوران کرد، و اندرو د مروری و ویلیام والاس به عنوان نخستین پیشگامان میهن‌پرست اسکاتلند ظهور کردند.
در ماه مه سال ۱۲۹۷ ویلیام والاس سر ویلیام هاسلگر، فرمانده انگلیسی و نفرات او را در لانارک به قتل رساند. وقتی خبر تهاجم والاس به این فرمانده انگلیسی در اسکاتلند منتشر شد دیگر میهن پرستان اسکاتلند به او پیوستند. این شورشیان توسط رابرت ویشارت کشیش گلاسکو که خواهان شکست انگلستان در اسکاتلند بود حمایت می‌شدند.
پادشاه ادوارد برای خاموش کردن قیام اسکاتلند بخشی از سپاهیانش تحت فرماندهی هنری پرسی و سر رابرت کلیفورد به آنجا فرستاد.

## نبرد پل استرلینگ

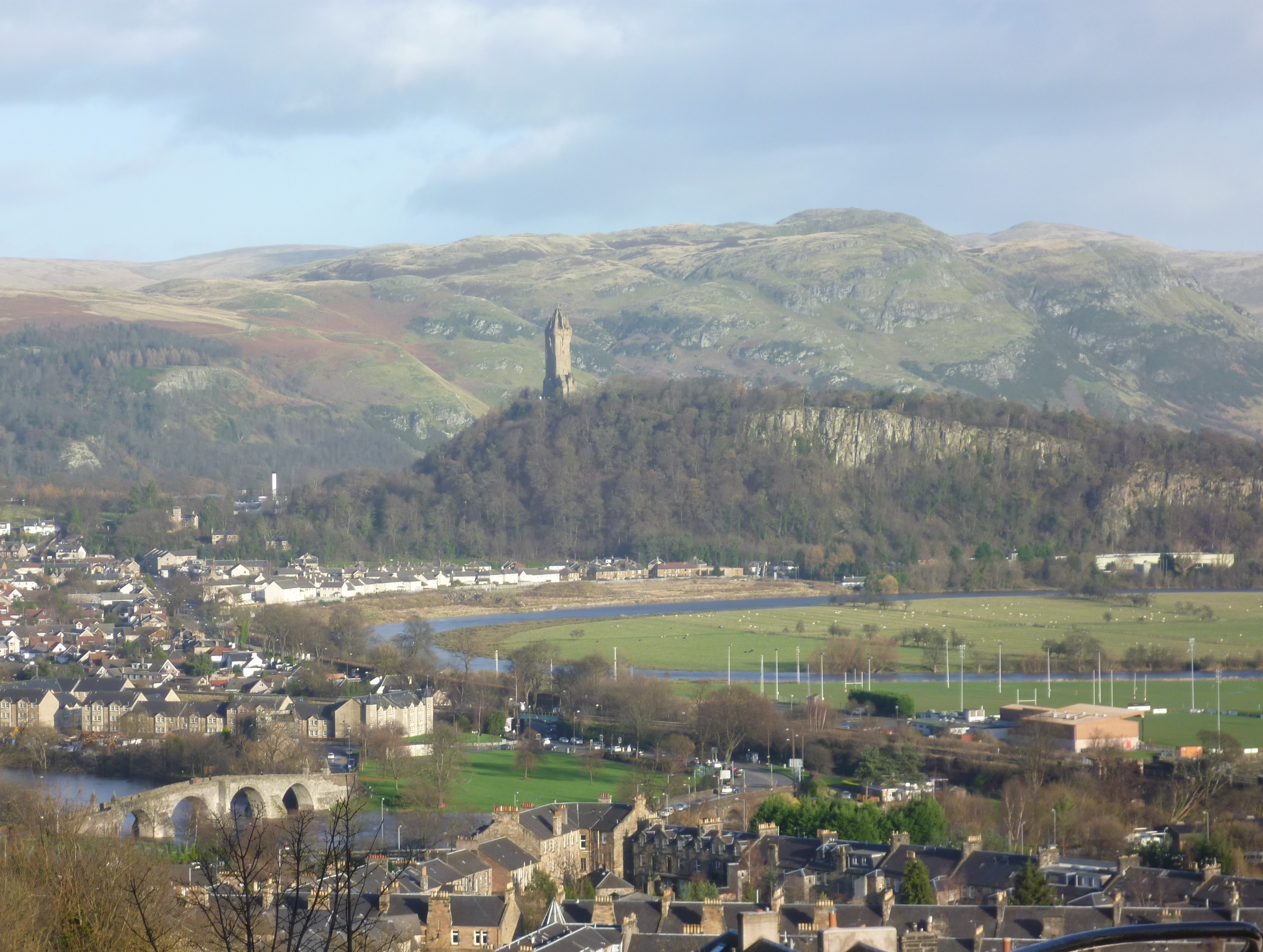
نمای نبرد پل استرلینگ

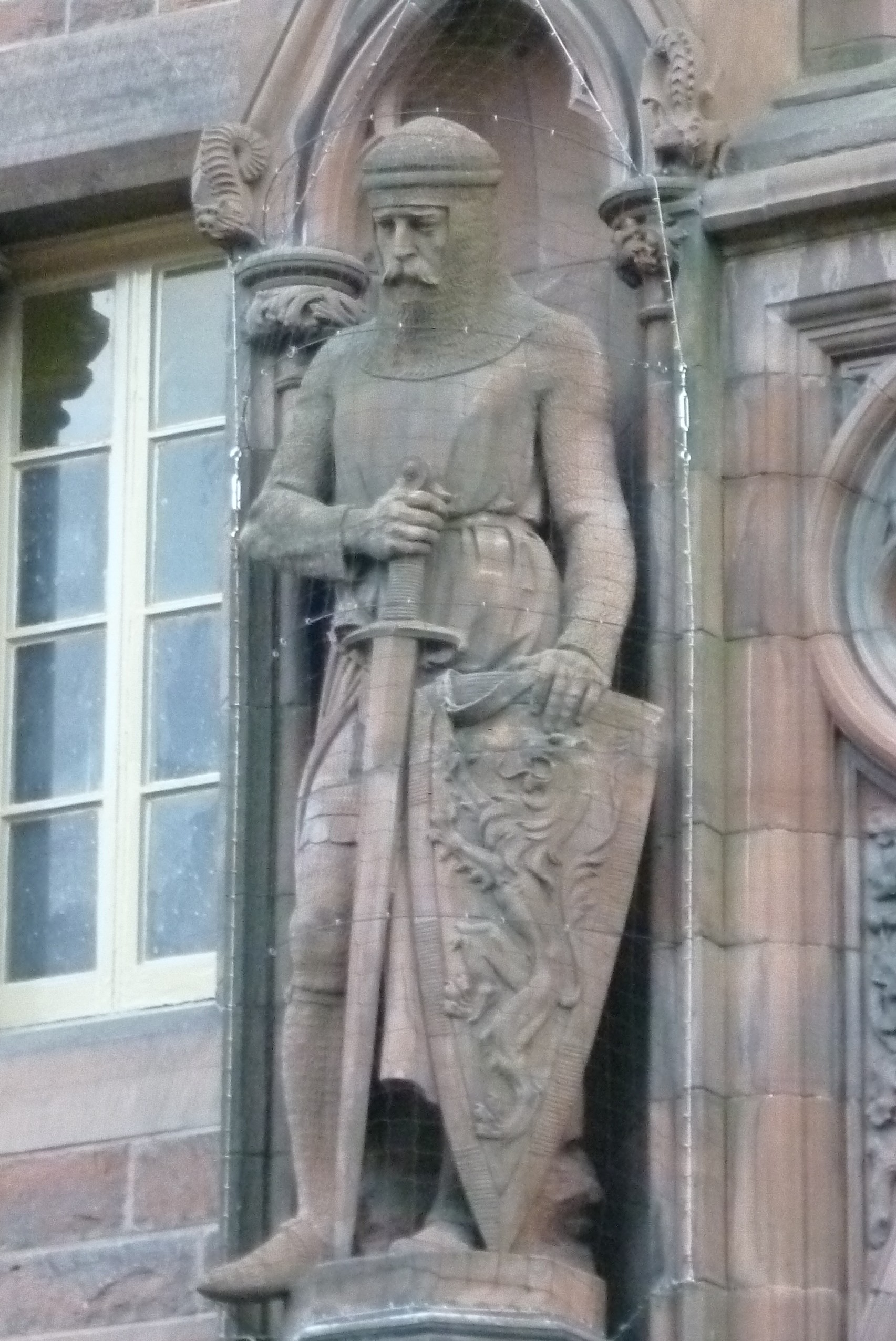
مجسمه ویلیام والاس، ادینبورگ

در ۱۱ سپتامبر ۱۲۹۷، نیروهای اسکاتلندی تحت فرماندهی مشترک موری و والاس، با سپاه انگلستان در نبرد پل استرلینگ با هم جنگیدند. در این نبرد نیروهای انگلیسی شکست سختی خوردند. این نخستین پیروزی اسکاتلند در جنگ علیه انگلستان بود.
پس از بیرون راندن انگلیسی‌ها از اسکاتلند، والاس به فکر تشکیل دولت افتاد. یکی از اهداف اولیه او، برقراری روابط تجاری و دیپلماتیک با اروپا. او قصد داشت تا تجارت خارجی اسکاتلند در زمان حاکمیت الکساندر سوم را مجدداً احیا کند. او. آندرو موری خطاب به بازرگانان لوبک و هامبورگ نوشت که می‌توانند وارد خاک اسکاتلند شوند. تنها یک هفته بعد از این اعلام والاس شمشیر بدست گرفت و به انگلستان حمله کرد. او و سپاهیانش از نورتمبرلند عبور کردند و با ارتش انگلیس درگیر شدند. والاس و مردانش به نورتمبرلند بازگشتند و ۷۰۰ دهکده را به آتش کشیدند. والاس در بازگشت از انگلستان، باخود غنایم زیادی آورد و در اوج قدرت قرار داشت.

## نبرد فالکرک
در ۲۲ ژوئیه سال ۱۲۹۸، ارتش پادشاه ادوارد به نیروهای اسکاتلندی تحت رهبری والاس در نزدیکی فالکرک حمله کرد. ارتش انگلیس دارای برتری تکنولوژیکی بود. تیراندازهای این ارتش، نیروهای والاس را از فاصله دور هدف قرار دادند و بسیاری از آن‌ها را به قتل رساندند. در این نبرد اگر چه انگلستان نتوانست تمامی خاک اسکاتلند را تصرف کند ولی شهرت نظامی ویلیام والاس از بین رفت و او مجبور شد به جنگل‌ها عقب‌نشینی کند و رهبری قیام را رها نماید. او بعد از مدتی دستگیر شد و پس از محاکمه‌ای ساختگی با گیوتین اعدام شد.
در سال ۱۳۲۰، اعلامیه استقلال اسکاتلند توسط گروهی از اسقف‌های اسکاتلندی به پاپ رهبر کاتولیک‌ها فرستاده شد. در این اعلامیه تأکید شده بود که اسکاتلند دیگر مستعمره انگلستان نیست. پاپ نیز تهاجم ادوارد و اشغال اسکاتلند را محکوم کرد. در سال ۱۳۲۷ دو اعلامیه مشابه نیز توسط روحانیت و پادشاه رابرت فرستاده شد.
حمله رابرت بروس به شمال انگلیس ادوارد سوم را مجبور کرد تا پیمان ادینبورگ-نورتمنگتن را در یکم مه ۱۳۲۸ امضا کند. در این پیمان نامه تأکید شده بود که اسکاتلند مستقل و رابرت بروس پادشاه این کشور است. برای حفظ بیشتر صلح، پسر رابرت بروس با خواهر ادوارد سوم ازدواج کرد.